# Principe de proportionnalité en droit de l'Union européenne
Pour les articles homonymes, voir Proportionnalité (homonymie).
Dans l'Union européenne, le principe de proportionnalité énoncé à l'article 5(4) du Traité sur l'Union européenne dispose que l'Union européenne ne doit pas, dans l'exercice de ses compétences, faire plus que ce qui est nécessaire pour atteindre ses objectifs.

## Texte
Selon l'article 5 alinéa 4 du Traité sur l'Union européenne :

« En vertu du principe de proportionnalité, le contenu et la forme de l’action de l’Union n’excèdent pas ce qui est nécessaire pour atteindre les objectifs des traités.
Les institutions de l’Union appliquent le principe de proportionnalité conformément au protocole sur l’application des principes de subsidiarité et de proportionnalité. »

## Description
Ainsi, dans la mesure du possible, elle doit :
- d'un point de vue formel, privilégier les moyens d'actions les moins contraignants pour les États membres (ex : la directive par rapport au règlement) ;
- sur le fond, éviter de prendre des législations excessivement détaillées.

C'est, avec le principe de subsidiarité, l'un des deux principes qui caractérisent le processus de décision dans l'Union européenne.
Comme le principe de subsidiarité, le principe de proportionnalité ne concerne pas la répartition des compétences entre la Communauté et les États membres. Ces principes visent à réguler l'exercice des compétences communautaires selon le double critère de la nécessité de l'intervention communautaire (principe de subsidiarité) et de son intensité (principe de proportionnalité).
Le principe de proportionnalité est applicable aussi bien aux compétences concurrentes, qu'aux compétences exclusives de la Communauté européenne.